# Malavath Purna
Malavath Purna (ook Malavath Poorna, geb. 10 juni 2000) is een Indiase alpinist. Ze is de jongste vrouw en jongste Indiër ooit die de top van de Mount Everest bereikte. Dit deed ze op 25 mei 2014, toen ze 13 jaar en 11 maanden oud was. Ze werd vergezeld door de 16-jarige Anand Kumar, ervaren bergbeklimmer Shekhar Babu en een groep Sherpa's. De groep beklom de berg vanaf de Tibetaanse kant, die als uitdagender wordt beschouwd dan de Nepalese kant. De reden hiervoor was dat Nepal geen klimmers onder de 16 jaar toestaat om de hoogste berg ter wereld te beklimmen. Op de top hield Purna de Indiase vlag op en liet ze een foto van Dalitleider B.R. Ambedkar achter.
Zowel Purna als Anand Kumar komen uit arme families en gingen naar kostscholen die door de overheid gefinancierd worden. Ze kregen allebei een beloning voor hun prestatie: 5 hectare land en een geldbedrag van 2,5 miljoen roepies. Ook coach Shekbar Babu ontving een geldbedrag.
Op 31 maart 2017 kwam er een film uit over het leven van Malavath Purna, die geregisseerd werd door Rahul Bose en in het Hindi en Engels werd uitgebracht. Purna maakte promotie voor de film toen ze op 15 augustus 2016 de top van de Kilimanjaro bereikte. Ze bracht twee waterbestendige posters mee, waarmee ze op de top op de foto ging. Naast Purna deden nog 17 andere meisjes mee aan de expeditie, die weer geleid werd door Shekhar Babu.
De inmiddels 17-jarige Purna bereikte op 27 juli 2017 de top van de Elbroes, die met 5.642 meter de hoogste berg van Europa is. Ook hier wapperde ze de Indiase vlag en daarnaast zong ze het volkslied van India.